# Hermann Greive
Hermann Greive, född den 7 april 1935 i Walstedde, död den 25 januari 1984 i Köln, var en tysk judaist.
Greive promoverades 1967 och habiliterade sig 1971 vid universitetet i Köln. Slutligen blev han professor vid universitetets Martin-Buber-Institut, där han (med dödlig utgång) blev skjuten av en sinnesförvirrad studentska.
Greive sysselsatte sig särskilt med judendomens filosofihistoria och med forskning kring antisemitism. Bland annat var han medutgivare av en omfattande Herzl-utgåva (sju band, 1983 ff.).